# Myllysaari (ö i Mellersta Finland, Jämsä, lat 62,03, long 24,96)
Myllysaari är en ö i Finland. Den ligger i sjön Valkeajärvi och i kommunen Jämsä i landskapet Mellersta Finland, i den södra delen av landet, 210 km norr om huvudstaden Helsingfors. Öns area är 0,7 hektar och dess största längd är 150 meter i nord-sydlig riktning.